# Norran Jno Hope
Norran Jno Hope (17 de octubre de 1993 - 19 de abril de 2013) fue un jugador de fútbol profesional dominiqués que jugaba en la demarcación de defensa.

## Biografía
Norran Jno Hope debutó como futbolista profesional en 2012 a la edad de 19 años con el Sagicor South East United en el campeonato de fútbol de Dominica. Además jugó para la selección de fútbol de Dominica sub-20 y sub-23. Ya en 2013 fue subido al primer equipo de la selección. Días antes de debutar, Norran falleció a los 19 años de edad junto al entrenador de la selección Kirt Hector tras precipitarse el coche en el que iban, además de Joslyn Prince, que tras permanecer en estado grave se recuperó; al derrumbarse la carretera que separa Pond Casse y Tarish Pit.
Fue enterrado en el cementerio católico de La-Plaine.

## Clubes
| Club                      | País     | Año         |
| ------------------------- | -------- | ----------- |
| Sagicor South East United | Dominica | 2012 - 2013 |